# Ermita de La Portera
La ermita de Portera es un edificio religioso católico situado en el municipio español de Garciaz, en la provincia de Cáceres.
Sus restos se encuentran en el paraje de Los Campos de Portera, en término municipal de Garciaz, provincia de Cáceres. Se trata de un edificio que ha sufrido diferentes usos y transformaciones a lo largo de la historia. Parece ser que su origen se remonta en torno al siglo VII d. C. y cuyo uso con fines religiosos se prolonga al menos hasta el siglo XVIII. En la actualidad el edificio está en progresiva ruina y abandono, siendo utilizado para el encierro de ganado hasta hace pocos años. Destaca el interior de la cabecera del edificio, realizada mediante una cubierta abovedada peraltada. En torno a los siglos XVI-XVII el interior es decorado mediante esgrafiados que aún se conservan, así como alguna pieza tardoantigua integrada en la estructura del edificio alguna de las reformas sufridas por el mismo a lo largo de los siglos.